# Вербківська сільська територіальна громада
Вербківська сільська територіальна громада — територіальна громада в Україні, в Павлоградському районі Дніпропетровської області. Адміністративний центр — село Вербки.
Площа громади — 450,3 км², населення — 7494 мешканці (2018).
Утворена 14 серпня 2015 року шляхом об'єднання Вербківської, В'язівоцької, Кочережківської та Поперечненської сільських рад Павлоградського району.
Відповідно до розпорядження Кабінету Міністрів України № 709-р від 12 червня 2020 року «Про визначення адміністративних центрів та затвердження територій територіальних громад Дніпропетровської області» до складу громади увійшла Олександрівська сільська рада Юр'ївського району.
17 липня 2020 року, в результаті адміністративно-територіальної реформи та ліквідації Юр'ївського району, громада увійшла до складу Павлоградського району.

## Населені пункти
До складу громади входять 16 сіл:
| Населений пункт  | Населення (2015) |
| ---------------- | ---------------- |
| Вербки           | 3523             |
| В'язівок         | 1754             |
| Кочережки        | 1378             |
| Нові Вербки      | 426              |
| Морозівське      | 361              |
| Степ             | 181              |
| Поперечне        | 173              |
| Веселе           | 165              |
| Новомиколаївське | 47               |
| Свідівок         | 41               |
| Жолобок          | 37               |
| Підлісне         | 17               |
| Олександрівка    |                  |
| Солонці          |                  |
| Оленівка         |                  |
| Сергіївка        |                  |